# 龙泉春
龙泉春是吉林辽源出产的一种浓香型白酒，源于1906年魏氏三兄弟于当地成立“天益涌烧锅”，依康熙年间传下来的祖传配方酿酒；因酒坊位于龙泉村，所以叫龙泉村酒，后改“村”为“春”，称龙泉春酒，简称龙泉春。1947年当地易手后，当局没收中兴涌、恒兴泉、天益涌、永德谦及另外几家私人酒坊，改为新字号命名的“新兴、新原、新中、新民、新华”五个酒厂；1952年当局合并五厂成立辽源市油酒厂。为中华老字号。2015年革新工艺，改存贮为洞藏以提高品质。